# Dimethyltrisulfid
Dimethyltrisulfid (DMTS) ist eine organische chemische Verbindung und das einfachste organische Trisulfid. Es handelt sich um eine brennbare Flüssigkeit mit faulem Geruch.

## Vorkommen

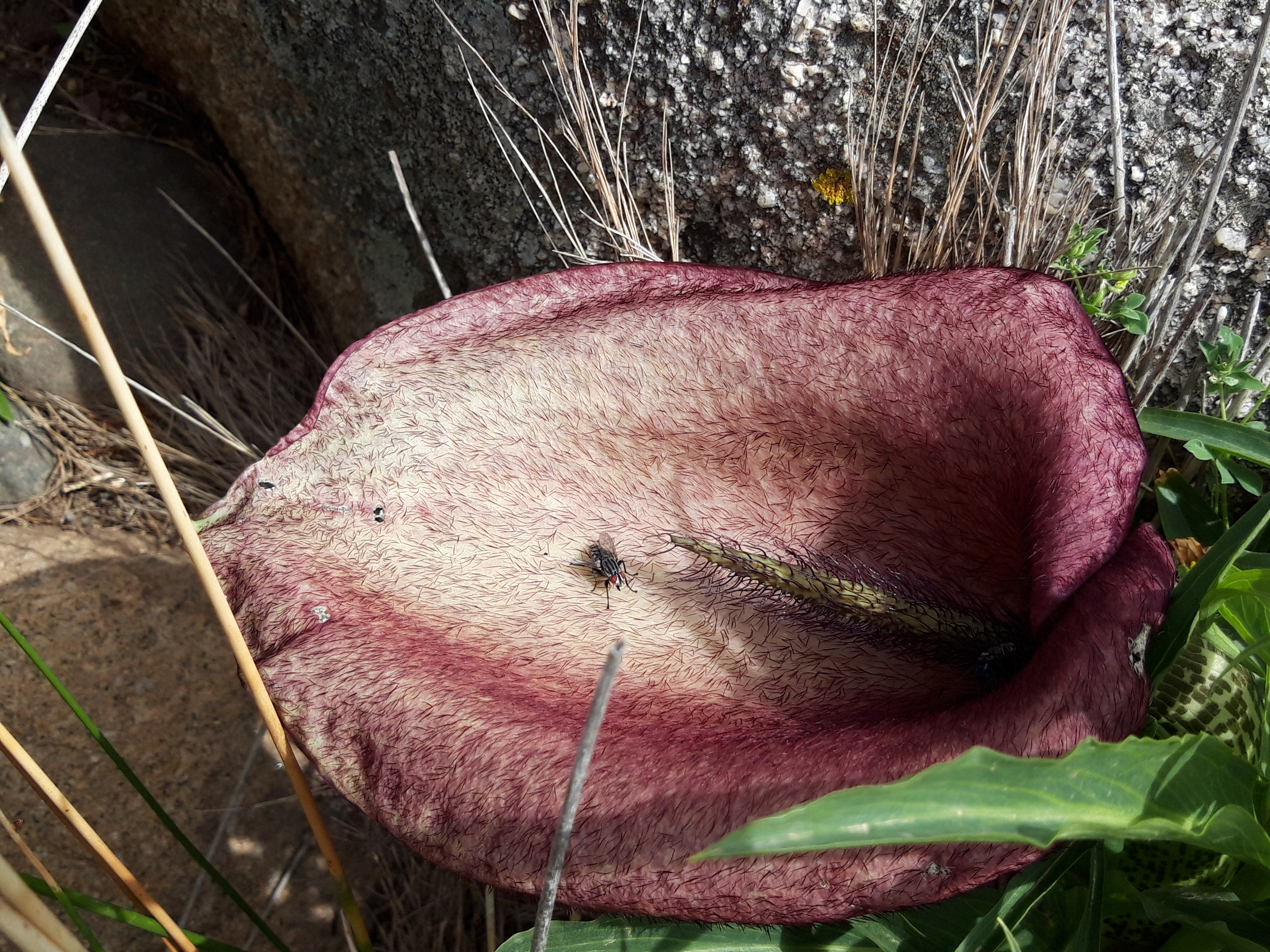
Helicodiceros muscivorus

Dimethyltrisulfid wurde in flüchtigen Stoffen gefunden, die von gekochten Zwiebeln, Lauch und anderen Allium-Arten, von Brokkoli und Kohl sowie von Limburger Käse abgegeben werden, und ist am ungenießbaren Aroma von gealtertem Bier und abgestandenem japanischem Sake beteiligt. Es ist ein Produkt der bakteriellen Zersetzung, einschließlich der frühen Stadien der menschlichen Zersetzung, und ein wichtiger Lockstoff für Schmeißfliegen auf der Suche nach Wirten. Dimethyltrisulfid wurde zusammen mit Dimethylsulfid und Dimethyldisulfid als flüchtige Verbindungen nachgewiesen, die von der Pflanze Helicodiceros muscivorus abgegeben werden. Sie lockt so Fliegen durch den Geruch von verwesendem Fleisch an. Die Fliegen tragen dann zur Bestäubung der Pflanze bei. DMTS trägt zu dem üblen Geruch bei, den der Pilz Phallus impudicus, auch bekannt als Gemeiner Stinkmorchel, verströmt. Es verursacht auch den charakteristischen üblen Geruch von Pilzläsionen, z. B. von Krebswunden, und trägt zum Geruch menschlicher Fäkalien bei.

## Chemische Reaktionen
DMTS kann unter anderem durch die Reaktion von Methanthiol mit Schwefelwasserstoff (in Gegenwart von Kupfer) und mit Schwefeldichlorid synthetisiert werden:
{\displaystyle {\ce {2 CH3SH + SCl2 -> CH3SSSCH3 + 2 HCl}}}
Beim Erhitzen auf 80 °C zersetzt sich DMTS langsam zu einem Gemisch aus Dimethyldi-, -tri- und -tetrasulfiden. Die Reaktivität von DMTS hängt mit seiner schwachen Schwefel-Schwefel-Bindung (ca. 45 kcal/mol) zusammen. Dimethyltetrasulfid, das thermisch reaktiver ist als Dimethyltrisulfid, hat eine noch schwächere (zentrale) Schwefel-Schwefel-Bindung (ca. 36 kcal/mol). Die Oxidation von DMTS durch meta-Chlorperbenzoesäure (mCPBA) ergibt das entsprechende S-Monoxid, CH3S(O)SSCH3.

## Verwendung
Dimethyltrisulfid enthaltende Fallenköder wurden zum Fang von Calliphora loewi und anderen Schmeißfliegen verwendet. Dimethyltrisulfid hat sich in einem Nagetiermodell für Cyanidvergiftungen als wirksames Cyanid-Antidot sowohl gegen subkutanes Kaliumcyanid als auch gegen inhalierten Cyanwasserstoff erwiesen, da es Cyanid in viel weniger toxisches Thiocyanat umwandelt. Es wird vorgeschlagen, dass Dimethyltrisulfid bei einer Cyanid-Vergiftung mit Massenanfall von Verletzten eingesetzt werden kann. In Verbindung mit diesen Studien wurde die LD50 von Dimethyltrisulfid bei Mäusen auf 598,5 mg/kg festgelegt, was mit der LD50 von Kaliumcyanid von 8,0 mg/kg verglichen werden kann.